# الخطوط الجوية النيجيرية

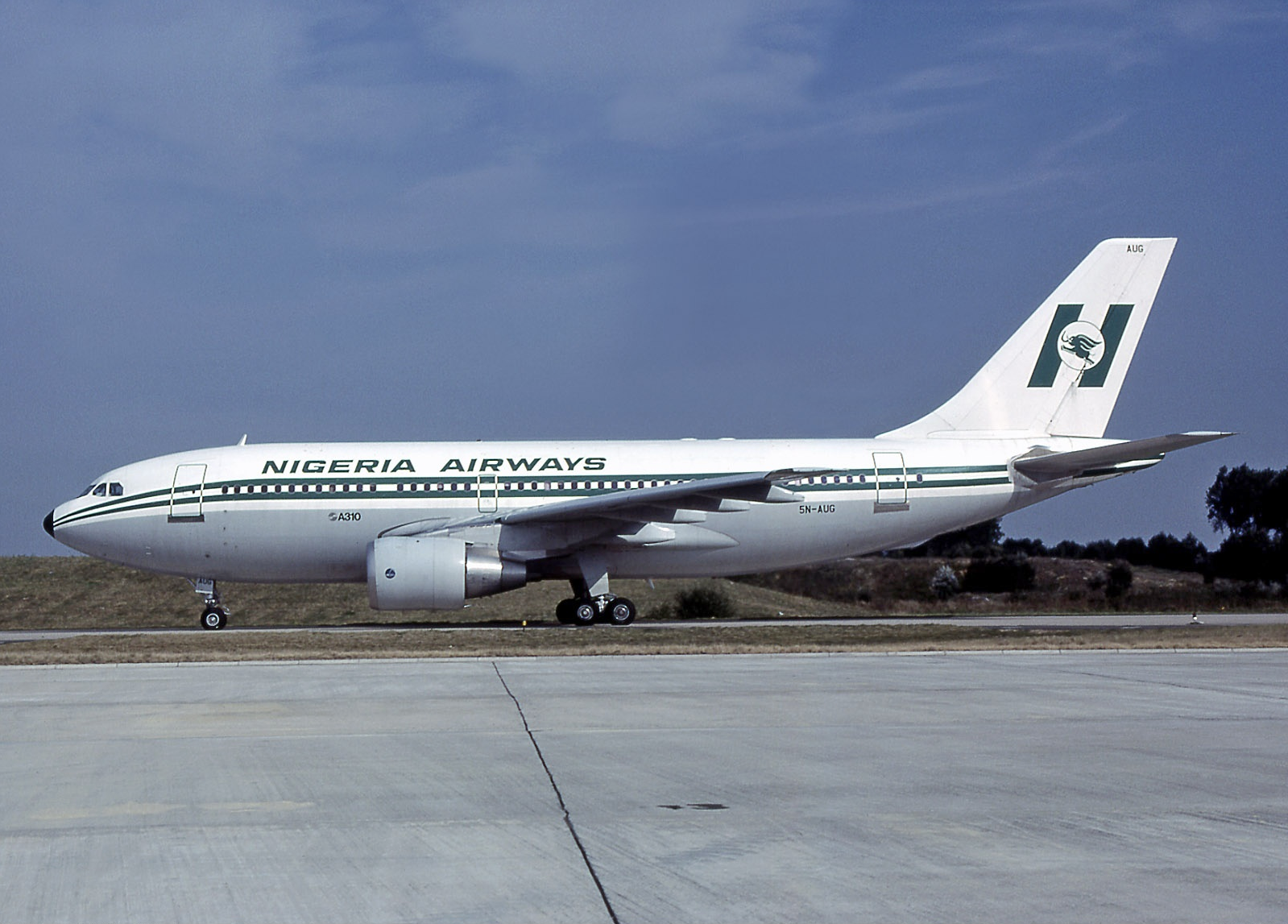

خطوط نيجيريا الجوية المحدودة المعروفة أكثر باسم شركة الخطوط الجوية النيجيرية، هي شركة طيران نيجيرية تأسست الشركة في عام 1958 بعد حل شركة الخطوط الجوية الأفريقية الغربية وهي مملوكة بالكامل من قبل حكومة نيجيريا، وتشغل منصب الناقل الرسمي في البلاد . وكان مقرها في أبوجا شعار شركة طيران تتألف من العلم النيجيري مع فيل أخضر اسمه Skypower 
وقد تمكنت الشركة من قبل عدد من الشركات الأجنبية، بما في ذلك الخطوط الجوية البريطانية، وشركة الخطوط الجوية الجنوب أفريقية وكان ذروتها في أوائل 1980، في ذلك الوقت يضم إسطولها 30 طائرة. وأوقفت عملياتها في عام 2003. التي تعاني من سوء الإدارة والفساد والعمالة الزائدة، عانت في ذلك الوقت من إغلاق شركة الطيران لديها ديون أكثر من الولايات المتحدة 60000000 $ (75803184 $ في 2012)، وسجل سلامة فقير ، وأسطولها من المنطوق عبارة عن طائرة واحدة تحلق الخطوط الداخلية فضلا عن اثنين من الطائرات المستأجرة التي تعمل على الشبكة الدولية. تلتها خطوط نيجيريا العذراء.

## مرجع
1. ↑  James Brooke (3 أغسطس 1987). airways&st=cse "Nigeria's Flying Elephant". نيويورك تايمز. مؤرشف من الأصل في 2016-08-22. اطلع عليه بتاريخ 2011-02-26. {{استشهاد بخبر}}: تحقق من قيمة |مسار أرشيف= (مساعدة)
2. ↑  "Africa report: Survival test". Flightglobal.com. Airline Business. 21 نوفمبر 2006. مؤرشف من الأصل في 2012-11-05. اطلع عليه بتاريخ 2011-05-21. Partially privatised Ghana International Airlines has already taken over from the liquidated Ghana Airways, while Virgin Nigeria replaced Nigeria Airways, which lurched from crisis to crisis until the government finally pulled the plug three years ago.
3. ↑  "Virgin Nigeria takes to the air". Flightglobal.com. Airline Business. 4 أكتوبر 2005. مؤرشف من الأصل في 2009-11-18. اطلع عليه بتاريخ 2011-08-14.